# Drauma-Jóns saga
Drauma-Jóns saga (o saga de Jón el intérprete de sueños) es una de las sagas caballerescas, escrita en nórdico antiguo hacia principios del siglo XIV en Islandia. Es una obra comparativamente corta comparada con otras del género. La autoría se la obra se ha atribuido al monje Bergur Sokkason, abad del monasterio de Munkaþverá, según el historiador Peter Hallberg. Fue un relato muy popular en su momento, a la vista de la cantidad de manuscritos descubiertos, cinco sobre piel tratada y unos 45 en pergaminos, entre ellos una versión completa en el compendio AM 510 4.º.

## Sinopsis
La trama se centra en la figura de un joven llamado Jón que sabe interpretar sueños. Un jarl llamado Heinrekr de Saxland (Sajonia) es conocedor de su virtud, celosamente envidia su talento y planea acabar con su vida, para comerse el corazón y absorber su capacidad de interpretar. La mujer del jarl, Ingibörg, que era cómplice de su marido para matar a Jón, se arrepiente en el último momento y salva al joven, engañando a su marido con un corazón de perro. El emperador de Sajonia, visita al jarl y le pide que interprete un sueño, pero no puede hacerlo y descubre que su esposa le ha traicionado. Jón aparece frente al emperador sajón, a quien explica su historia e interpreta el sueño del monarca, quien descubre que se trata del adulterio de la emperatriz. El emperador embarca en una nave a su esposa y amante y los condena al exilio de por vida, también castiga al destierro a Heinrekr. La saga finaliza con el matrimonio entre Jón e Ingibörg, Jón recibe el título y las propiedades del jarl.